# Egzarchat patriarszy Turcji
Egzarchat patriarszy Turcji – jednostka administracyjna kościoła katolickiego obrządku syryjskiego w Turcji. Istnieje od 1991. Na czele stoi Orhan Çanli.